# Müde kehrt ein Wandersmann zurück

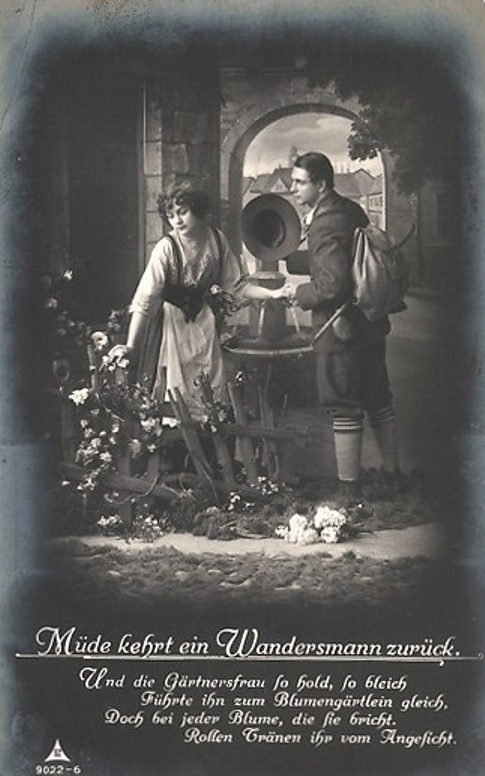
Ansichtskarte Müde kehrt ein Wandersmann zurück, Anfang 20. Jahrhundert

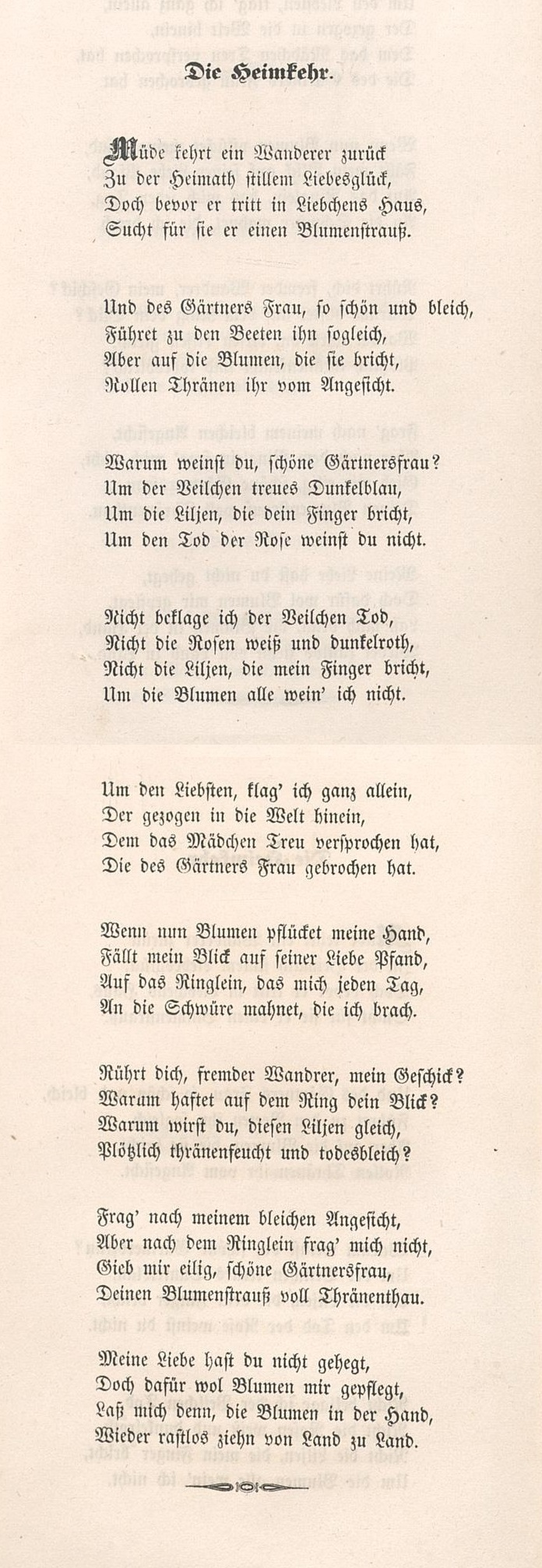
Leberecht Dreves: Die Heimkehr (1839)

Müde kehrt ein Wandersmann zurück ist ein deutsches Volkslied aus dem 19. Jahrhundert. Der in zahllosen Versionen verbreitete Text geht zurück auf die Ballade Die Heimkehr von Leberecht Dreves, die 1836 entstanden sein soll und 1839 im Druck erschien. Die Melodie eines unbekannten Komponisten ist erstmals 1882 nachgewiesen. Das Lied gilt als Paradebeispiel eines „Küchenlieds“.

## Text
Die Ballade von Dreves, erschienen in seiner Gedichtsammlung Vigilien. Nächtliche Lieder (Bonn 1839), besteht aus neun Strophen zu je vier trochäischen, männlich reimenden fünfhebigen Zeilen. Sie beschreibt die Heimkehr eines „Wanderers“, der seine zu Hause gebliebene Liebste mit einem Blumenstrauß begrüßen will. Die Geliebte ist jedoch keine andere als die „Gärtnersfrau“, die in seiner Abwesenheit geheiratet hat und nun die gebrochene Treue beweint. Das gegenseitige Erkennen der beiden bleibt acht Strophen lang untergründig und wird erst in der letzten Strophe vom Mann ausgesprochen, bevor er mit dem Strauß „rastlos“ davonzieht.
Die volkstümlichen Versionen sind regelmäßig um drei bis vier Strophen gekürzt, teilweise zu Lasten der Handlungsverständlichkeit. Literaturssprachliche Wendungen sind durch alltäglichere und direktere ersetzt, wobei nicht selten Reim und Rhythmus zerstört sind. Den Höhepunkt bildet die dritte Strophe mit der Frage „Warum weinst du, holde Gärtnersfrau?“ und ihrer Antwort „Nein, ach nein, um diese [die Blumen] wein ich nicht“, die die schluchzende Sentimentalität bis zur Komik steigert und gern auch in mundartlichem Tonfall zitiert wurde („Warum wejnste, scheene Järtnersfrau …“).

## Melodie

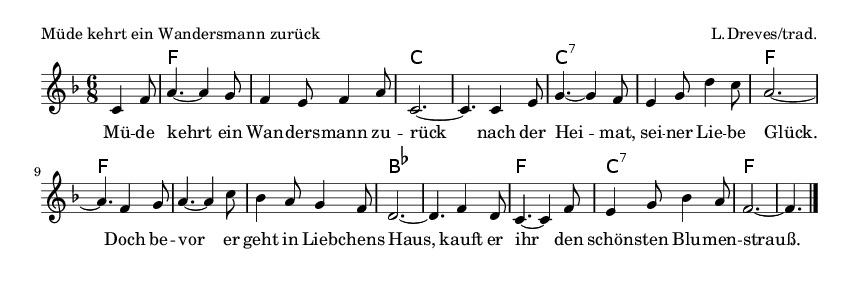
Melodie

Zum sentimentalen Effekt des Liedes trägt entscheidend die Melodieⓘ bei, die 1882 im Vier-Viertel-Takt auftaucht, sich jedoch im Sechs-Achtel-Takt durchsetzte und so zum Volksgut wurde. Mit ihrer Terzbetontheit und ihren Sext- und Septimintervallen ist sie ein vollkommenes Beispiel ihres Genres.